# Anita Lipnicka
Anita Anna Gray, z domu Lipnicka (ur. 13 czerwca 1975 w Piotrkowie Trybunalskim) – polska piosenkarka i autorka tekstów. Członkini Akademii Fonograficznej ZPAV.
W latach 1993–1996 wokalistka zespołu Varius Manx, z którym wydała dwa albumy studyjne: Emu (1994) i Elf (1995) oraz wylansowała przeboje: „Zanim zrozumiesz”, „Piosenka księżycowa” i „Zabij mnie / Do ciebie”. Od 1996 artystka solowa, zadebiutowała albumem pt. Wszystko się może zdarzyć (1996), wydała też promujący płytę singiel „I wszystko się może zdarzyć”. W późniejszych latach nawiązała współpracę muzyczną z Johnem Porterem, z którym nagrała trzy albumy: Nieprzyzwoite piosenki (2002), Inside Story (2005) i Goodbye (2008). Jej ostatni album studyjny, Śnienie, ukazał się w 2023.
Laureatka dwóch Fryderyków, poza tym była 14-krotnie nominowana do tej nagrody muzycznej. Za sprzedaż swoich solowych albumów uzyskała jedną potrójnie platynową płytę, jedną platynową i pięć złotych.

## Życiorys

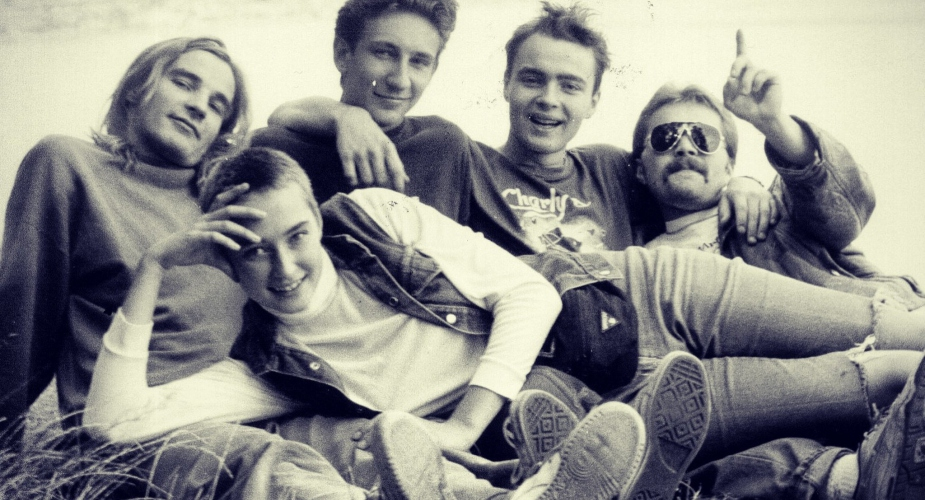
Lipnicka (na dole) z muzykami zespołu Certificado (1992)

Uczęszczała do I LO im. Bolesława Chrobrego w Piotrkowie Trybunalskim. Kiedy miała 15 lat, pracowała jako modelka. W latach 1991–1993 była wokalistką piotrkowskiego zespołu Certificado. Następnie została wokalistką zespołu Varius Manx, z którym nagrała dwa albumy studyjne: Emu (1994) i Elf (1995).
W 1996 odeszła z Varius Manx i rozpoczęła karierę solową pod opieką artystyczną Wiktora Kubiaka. Za sprzedaż debiutanckiego albumu pt. Wszystko się może zdarzyć otrzymała certyfikat trzykrotnie platynowej płyty. Zdobyła pięć nominacji do nagrody Fryderyk, m.in. za popowy album roku. Album promowała singlami „I wszystko się może zdarzyć” oraz „Piękna i rycerz”, które stały się przebojami. W 1998 wydała swój drugi solowy album pt. To, co naprawdę. Album promowała singlem „Historia jednej miłości”, który został przebojem w Polsce. Jesienią 2000 wydała album pt. Moje oczy są zielone, który promowała singlem „Jestem powietrzem” i teledyskiem nakręconym do tej piosenki w Londynie.
W 2002 nawiązała współpracę muzyczną z Johnem Porterem, z którym w tym samym roku wydała album pt. Nieprzyzwoite piosenki nagrany w Londynie. Album przez wiele tygodni utrzymywał się na pierwszym miejscu najlepiej sprzedających się krążków i uzyskał status platynowej płyty. Lipnicka i Porter za ten album otrzymali Fryderyka za popowy album roku, a promujący płytę singiel „Bones of Love” został przebojem. Jesienią 2005 wydała z Porterem drugi wspólny album pt. Inside Story, z którym powtórzyli sukces poprzedniej płyty. W 2006 premierę miał ich wspólny minialbum pt. Other Stories i box All the Stories, zawierający poprzednie albumy studyjne duetu i DVD z teledyskami. 22 lutego 2008 wydali ostatnią wspólną płytę pt. Goodbye, który promowali singlami: „Old Time Radio” i „Lonesome Traveller”. Za sprzedaż albumu uzyskali status złotej płyty.
13 listopada 2009 wydała pierwszy od dziewięciu lat solowy album pt. Hard Land of Wonder, który jest utrzymany w akustycznej stylistyce. Płytę promowała singlem „Car Door”. Za sprzedaż albumu uzyskała status złotej płyty w Polsce, a w 2010 otrzymała Fryderyka w kategorii album roku – piosenka poetycka.
Zaśpiewała trzy piosenki na wydanej w 2012 płycie pt. W siódmym niebie, nagranej z zespołem Voice Band założonym przez Arkadiusza Lipnickiego. W 2012 wzięła udział w projekcie Muzeum Powstania Warszawskiego Morowe panny, na którego potrzeby wspólnie z Johnem Porterem napisała piosenkę „Jeśli nie wrócę” na album promujący tę inicjatywę. W tym samym roku nagrała partie wokalne tytułowej bohaterki do polskiej wersji językowej filmu animowanego Walta Disneya Merida Waleczna. 2 października 2013 wydała album pt. Vena Amoris, który promowała singlami „Hen, hen”, „Vena amoris” i „Trzecia zima”. Po premierze płyty wyruszyła w trasę koncertową z udziałem brytyjskich muzyków, którzy brali udział w nagraniach.
W 2016 wydała singiel „Ptasiek”, którym złożyła hołd jej kompozytorowi, brytyjskiemu artyście Nickowi Talbotowi. Utworem zapowiedziała swoją jesienną trasę koncertową o nazwie Na osi czasu, a zapis występu w Łodzi wydała w formie albumu koncertowego w 2017. W tym samym roku wydała singiel „Z miasta”, który zapowiedziała album Miód i dym wydany 17 listopada pod szyldem Anita Lipnicka & The Hats. Płytę promowała także singlami: „Raj” oraz „Jak Bonnie i Clyde”, który nagrała z Tomaszem Makowieckim. Za album była nominowana do nagrody Fryderyka za popowy album roku.
W 2019 w ramach jubileuszu 25-lecia pracy artystycznej odbyła trasę koncertową Z bliska, podczas której zaprezentowała swoje przeboje w nowych, akustycznych wersjach oraz kilka coverów (m.in. „Creep” z repertuaru Radiohead, „Nothing Compares to You” Sinéad O’Connor, „Losing My Religion” R.E.M. i „Linger” The Cranberries). 8 sierpnia wydała nową wersję „Piosenki księżycowej”, którą wyprodukował Kuba Karaś. Utworem zapowiedziała album pt. OdNowa, na którym umieściła wybrane utwory ze swojego repertuaru w nowych aranżacjach. 13 sierpnia świętowała jubileusz podczas koncertu Love Forever w ramach Konkurs Sopot Festival 2019, na którym zaśpiewała trzy piosenki („Zanim zrozumiesz”, „Piosenkę księżycową” i „Piękna i Rycerz”) w nowych aranżacjach.
W styczniu 2020 wyruszyła w trasę koncertową Intymnie, którą promowała klipami live session do piosenek „Wolne ptaki” i „Tęczowa”. Trasa, w wyniku komplikacji spowodowanych pandemią COVID-19, rozciągnęła się w czasie i zakończyła się w lutym 2022. 1 października 2021 zarejestrowała koncert w stodole Folwarku Ruchenka i wydała w formie albumu koncertowego pt. Intymnie.

## Życie prywatne
Jest córką elektryka. Ma starszego o trzy lata brata, Arkadiusza, który jest artystą kabaretowym.
W latach 2003–2015 pozostawała w nieformalnym związku z Johnem Porterem, z którym ma córkę, Polę (ur. 23 lutego 2006). W 2016 poślubiła Marka Graya.

## Dyskografia

### Albumy
| 1996                        | Wszystko się może zdarzyć - Data: 28 października 1996 - Wydawca: Pomaton EMI - Format: CD, MC, digital download                   | –  | - POL: 3 × platynowa płyta | - POL: 600 000+ |
| 1998                        | To, co naprawdę - Data: 8 czerwca 1998 - Wydawca: Pomaton EMI - Format: CD, MC, digital download                                   | –  | - POL: złota płyta         | - POL: 100 000+ |
| 2000                        | Moje oczy są zielone - Data: 28 października 2000 - Wydawca: EMI Music Poland - Format: CD, MC, digital download                   | 28 |                            |                 |
| 2003                        | Nieprzyzwoite piosenki (oraz John Porter) - Data: 24 listopada 2003 - Wydawca: EMI Music Poland - Format: CD, MC, digital download | 1  | - POL: platynowa płyta     | - POL: 70 000+  |
| 2005                        | Inside Story (oraz John Porter) - Data: 19 września 2005 - Wydawca: EMI Music Poland - Format: CD, digital download                | 2  | - POL: złota płyta         | - POL: 35 000+  |
| 2008                        | Goodbye (oraz John Porter) - Data: 25 lutego 2008 - Wydawca: EMI Music Poland - Format: CD, digital download                       | 2  | - POL: złota płyta         | - POL: 15 000+  |
| 2009                        | Hard Land of Wonder - Data: 13 listopada 2009 - Wydawca: EMI Music Poland - Format: CD, digital download                           | 6  | - POL: złota płyta         | - POL: 15 000+  |
| 2012                        | W siódmym niebie (oraz Voice Band) - Data: 3 kwietnia 2012 - Wydawca: EMI Music Poland - Format: CD, digital download              | 13 |                            |                 |
| 2013                        | Vena Amoris - Data: 4 października 2013 - Wydawca: Mystic Production - Format: CD, digital download                                | 12 |                            |                 |
| 2017                        | Miód i dym (oraz The Hats) - Data: 17 listopada 2017 - Wydawca: Warner Music Poland - Format: CD, digital download                 | 13 |                            |                 |
| 2019                        | OdNowa - Data: 25 października 2019 - Wydawca: Warner Music Group - Format: CD, digital download                                   | 20 |                            |                 |
| 2023                        | Śnienie - Data: 3 listopada 2023 - Wydawca: Dark Gray Productions - Format: CD, digital download                                   | 6  |                            |                 |
| „–” album nie był notowany. | |    |                            |                 |

### EP
| Rok  | Dane dot. albumu                                                                         | Pozycja na liście |
| ---- | ---------------------------------------------------------------------------------------- | ----------------- |
| 2006 | Other Stories (oraz John Porter) - Data: 2 października 2006 - Wydawca: EMI Music Poland | 39                |

### Albumy koncertowe
| Rok  | Dane dot. albumu                                                                          |
| ---- | ----------------------------------------------------------------------------------------- |
| 2017 | Na osi czasu - Data: 14 kwietnia 2017 - Wydawca: Chaos Management Group - Format: CD, DVD |
| 2021 | Intymnie - Data: 17 grudnia 2021 - Wydawca: WHAT IF Artist Management - Format: CD, DVD   |

### Kompilacje
| Rok  | Dane dot. albumu                                                                         |
| ---- | ---------------------------------------------------------------------------------------- |
| 2006 | All the Stories (oraz John Porter) - Data: 17 listopada 2006 - Wydawca: EMI Music Poland |

### Single
| Tytuł                                        | Rok  | Pozycja na liście | Pozycja na liście | Pozycja na liście | Album                        |
| Tytuł                                        | Rok  | LP3               | SLiP              | WiR               | Album                        |
| -------------------------------------------- | ---- | ----------------- | ----------------- | ----------------- | ---------------------------- |
| „I wszystko się może zdarzyć”                | 1996 | 1                 | 1                 | 1                 | Wszystko się może zdarzyć    |
| „Piękna i rycerz”                            | 1996 | 1                 | 3                 | –                 | Wszystko się może zdarzyć    |
| „Mosty”                                      | 1997 | 3                 | 11                | –                 | Wszystko się może zdarzyć    |
| „I tylko noce”                               | 1997 | 34                | 50                | –                 | Wszystko się może zdarzyć    |
| „Historia jednej miłości”                    | 1998 | 3                 | 22                | 1                 | To co naprawdę               |
| „O niczym”                                   | 1998 | 31                | 41                | –                 | To co naprawdę               |
| „Gin z tonikiem”                             | 1999 | 18                | 51                | –                 | To co naprawdę               |
| „Cud miłości”                                | 2000 | –                 | –                 | 1                 | Piątki na Piątki w Radiu Zet |
| „Jestem powietrzem”                          | 2000 | 9                 | 19                | 1                 | Moje oczy są zielone         |
| „Ballada dla śpiącej królewny”               | 2001 | 42                | 27                | 11                | Moje oczy są zielone         |
| „Moje oczy są zielone”                       | 2001 | 42                | 63                | –                 | Moje oczy są zielone         |
| „Wracam”                                     | 2001 | –                 | –                 | –                 | Moje oczy są zielone         |
| „Bones of Love” (oraz John Porter)           | 2003 | 1                 | 22                | –                 | Nieprzyzwoite piosenki       |
| „Then & Now” (oraz John Porter)              | 2004 | 12                | 34                | –                 | Nieprzyzwoite piosenki       |
| „Hold On” (oraz John Porter)                 | 2005 | 1                 | 30                | –                 | Inside Story                 |
| „Death of a Love” (oraz John Porter)         | 2005 | 24                | –                 | –                 | Inside Story                 |
| „Tell Me, Tell Me” (oraz John Porter)        | 2006 | 38                | 23                | –                 | Inside Story                 |
| „Such a Shame” (oraz John Porter)            | 2006 | –                 | –                 | –                 | Other Stories                |
| „Old Time Radio” (oraz John Porter)          | 2008 | 19                | –                 | –                 | Goodbye                      |
| „Car Door”                                   | 2009 | 15                | 11                | –                 | Hard Land of Wonder          |
| „You Change Me”                              | 2010 | 6                 | –                 | –                 | Hard Land of Wonder          |
| „Stachu” (oraz Voice Band)                   | 2012 | –                 | –                 | –                 | W siódmym niebie             |
| „Hen, hen”                                   | 2013 | 10                | –                 | –                 | Vena Amoris                  |
| „Vena Amoris”                                | 2013 | 13                | –                 | –                 | Vena Amoris                  |
| „Trzecia zima”                               | 2014 | 17                | –                 | –                 | Vena Amoris                  |
| „Ptasiek”                                    | 2016 | 2                 | 14                | 3                 | Miód i dym                   |
| „Z miasta” (oraz The Hats)                   | 2017 | 6                 | 24                | –                 | Miód i dym                   |
| „Raj” (oraz The Hats)                        | 2017 | 24                | –                 | –                 | Miód i dym                   |
| „Jak Bonnie i Clyde” (oraz Tomek Makowiecki) | 2018 | 11                | 41                | –                 | Miód i dym                   |
| „Piosenka księżycowa” (prod. Kuba Karaś)     | 2019 | 26                | –                 | –                 | OdNowa                       |
| „Bones of love” (prod. Urbański)             | 2019 | –                 | –                 | –                 | OdNowa                       |
| „Piękna i rycerz” (prod. Bartosz Szczęsny)   | 2019 | 44                | 32                | 1                 | OdNowa                       |
| "Amsterdam"                                  | 2023 | 4                 | –                 | –                 | Śnienie                      |
| "Jak na filmach"                             | 2023 | –                 | –                 | –                 | Śnienie                      |
| "Zasłony"                                    | 2023 | –                 | –                 | –                 | Śnienie                      |
| "Nic za złe" (oraz Paweł Domagała)           | 2024 | 1                 | –                 | –                 | Śnienie                      |
| „–” singel nie był notowany.                 |      |                   |                   |                   |                              |

#### Inne notowane utwory
| „Do końca świata” (oraz De Mono)        | 1994 | 12 | – | –                      |
| „Rose” (oraz John Porter)               | 2003 | –  | 1 | Nieprzyzwoite piosenki |
| „Lonesome Traveller” (oraz John Porter) | 2008 | 45 | – | Goodbye                |
| „–” utwór nie był notowany.             |      |    |   |                        |

### Inne
| Album                                        | Rok  | Uwagi                                           | Źródło |
| -------------------------------------------- | ---- | ----------------------------------------------- | ------ |
| Varius Manx – Emu                            | 1994 | członkini zespołu, śpiew, słowa                 | [ 53 ] |
| Varius Manx – Elf                            | 1995 | członkini zespołu, śpiew, słowa                 | [ 54 ] |
| Morowe panny (kompilacja różnych wykonawców) | 2012 | Anita Lipnicka, John Porter – „Jeśli nie wrócę” | [ 12 ] |

## Teledyski
| Tytuł                                                             | Rok  | Reżyseria                                      | Album                     | Źródło |
| ----------------------------------------------------------------- | ---- | ---------------------------------------------- | ------------------------- | ------ |
| „I wszystko się może zdarzyć”                                     | 1996 | –                                              | Wszystko się może zdarzyć | [ 55 ] |
| „Piękna i rycerz”                                                 | 1996 | –                                              | Wszystko się może zdarzyć | [ 56 ] |
| „Mosty”                                                           | 1996 | –                                              | Wszystko się może zdarzyć | [ 57 ] |
| „I tylko noce”                                                    | 1996 | –                                              | Wszystko się może zdarzyć | [ 58 ] |
| „Historia jednej miłości”                                         | 1998 | –                                              | To co naprawdę            | [ 59 ] |
| „O niczym”                                                        | 1998 | –                                              | To co naprawdę            | [ 60 ] |
| „Jestem powietrzem”                                               | 2000 | –                                              | Moje oczy są zielone      | [ 61 ] |
| „Ballada dla Śpiącej Królewny”                                    | 2000 | –                                              | Moje oczy są zielone      | [ 62 ] |
| „Bones of Love” (oraz John Porter)                                | 2003 | Bolesław Pawica, Jarosław Szoda                | Nieprzyzwoite piosenki    | [ 63 ] |
| „Hold On” (oraz John Porter)                                      | 2005 | Anna Maliszewska                               | Inside Story              | [ 3 ]  |
| „Death of a Love” (oraz John Porter)                              | 2005 | Patrycja Woy, Miguel Nieto                     | Inside Story              | [ 64 ] |
| „Such A Shame” (oraz John Porter)                                 | 2006 | –                                              | Inside Story              | [ 65 ] |
| „Lonesome Traveller” (oraz John Porter)                           | 2008 | Marta Pruska, Justyna Nagłowska                | Goodbye                   | [ 66 ] |
| „Old Time Radio” (oraz John Porter)                               | 2008 | Marta Pruska, Justyna Nagłowska                | Goodbye                   | [ 67 ] |
| „Car Door”                                                        | 2009 | –                                              | Hard Land of Wonder       | [ 68 ] |
| „You Change Me”                                                   | 2009 | –                                              | Hard Land of Wonder       | [ 69 ] |
| „Zatańczmy jeszcze ten raz” (oraz Voice Band)                     | 2012 | –                                              | W siódmym niebie          | [ 70 ] |
| „Hen Hen”                                                         | 2013 | –                                              | Vena Amoris               | [ 71 ] |
| „Ptasiek”                                                         | 2016 | Mark Gray                                      | Na osi czasu/Miód i dym   | [ 72 ] |
| „Z miasta” (oraz The Hats)                                        | 2017 | Jędrzej Guzik (Fismoll)                        | Miód i dym                | [ 73 ] |
| „Raj” (oraz The Hats)                                             | 2017 | Jędrzej Guzik (Fismoll)                        | Miód i dym                | [ 74 ] |
| „Jak Bonnie i Clyde” (oraz The Hats; gościnnie: Tomek Makowiecki) | 2018 | Maciej Michalski (Archon)                      | Miód i dym                | [ 75 ] |
| „Piosenka księżycowa”                                             | 2019 | Filip Wendland, Michał Kwiatek, Anita Lipnicka | OdNowa                    | [ 76 ] |

## Nagrody i wyróżnienia
| Rok  | Nagroda        | Kategoria                                          | Tytułem                     | Nota      | Źródło |
| ---- | -------------- | -------------------------------------------------- | --------------------------- | --------- | ------ |
| 1994 | Fryderyki 1994 | Najlepsza wokalistka                               | Anita Lipnicka              | Nominacja | [ 77 ] |
| 1994 | Fryderyki 1994 | Debiut roku                                        | Anita Lipnicka              | Nominacja | [ 77 ] |
| 1995 | Fryderyki 1995 | Najlepsza wokalistka                               | Anita Lipnicka              | Nominacja | [ 78 ] |
| 1995 | Fryderyki 1995 | Autor roku                                         | Anita Lipnicka              | Nominacja | [ 78 ] |
| 1996 | Fryderyki 1996 | Wokalistka roku                                    | Anita Lipnicka              | Nominacja | [ 79 ] |
| 1996 | Fryderyki 1996 | Autor roku                                         | Anita Lipnicka              | Nominacja | [ 79 ] |
| 1996 | Fryderyki 1996 | Fonograficzny debiut roku                          | Anita Lipnicka              | Nominacja | [ 79 ] |
| 1996 | Fryderyki 1996 | Piosenka roku                                      | „Wszystko się może zdarzyć” | Nominacja | [ 79 ] |
| 1996 | Fryderyki 1996 | Album roku – pop                                   | Wszystko się może zdarzyć   | Nominacja | [ 79 ] |
| 2000 | Fryderyki 2000 | Album roku – pop                                   | Moje oczy są zielone        | Nominacja | [ 80 ] |
| 2003 | Fryderyki 2003 | Album roku pop                                     | Nieprzyzwoite piosenki      | Laur      | [ 63 ] |
| 2003 | Fryderyki 2003 | Wideoklip roku                                     | „Bones of Love”             | Nominacja | [ 63 ] |
| 2004 | Yach Film 2004 | Grand Prix                                         | „Bones of Love”             | Nominacja | [ 81 ] |
| 2004 | Yach Film 2004 | Montaż                                             | „Bones of Love”             | Nominacja | [ 81 ] |
| 2005 | Yach Film 2005 | Kreacja aktorska wykonawcy utworu muzycznego       | „Hold on”                   | Nominacja | [ 82 ] |
| 2005 | Fryderyki 2005 | Album roku pop                                     | Inside Story                | Nominacja | [ 83 ] |
| 2006 | Fryderyki 2006 | Wydawnictwo specjalne – najlepsza oprawa graficzna | All The Stories             | Nominacja | [ 84 ] |
| 2006 | Yach Film 2006 | Zdjęcia                                            | „Death of Love”             | Nominacja | [ 85 ] |
| 2010 | Fryderyki 2010 | Album roku – piosenka poetycka                     | Hard Land Of Wonder         | Laur      | [ 86 ] |
| 2018 | Fryderyki 2018 | Album roku pop                                     | Miód i dym                  | Nominacja | [ 87 ] |